# پرسی لورن
سر پرسی لیام لورن (انگلیسی: Percy Loraine؛ ۵ نوامبر ۱۸۸۰ – ۲۳ مه ۱۹۶۱) دیپلمات بریتانیایی بود که بین سال‌های ۱۹۲۱–۱۹۲۶ به عنوان وزیر مختار انگلیس در ایران حضور داشت. او در سال‌های بعدی زندگی سیاسی خود، کشورش را به عنوان نماینده رسمی در یونان، مصر، ترکیه و ایتالیا نیز نمایندگی کرد و در ۱۹۴۰ بازنشسته شد. لورن به سال ۱۹۶۱ در سن هشتاد سالگی درگذشت.